# Владимировка (Лямбірський район)
Влади́мировка (рос. Владимировка, ерз. Владимировка) — село у складі Лямбірського району Мордовії, Росія. Входить до складу Александровського сільського поселення.

## Населення
Населення — 112 осіб (2010; 113 у 2002).
Національний склад (станом на 2002 рік):
- росіяни — 82 %